# Sertãozinho

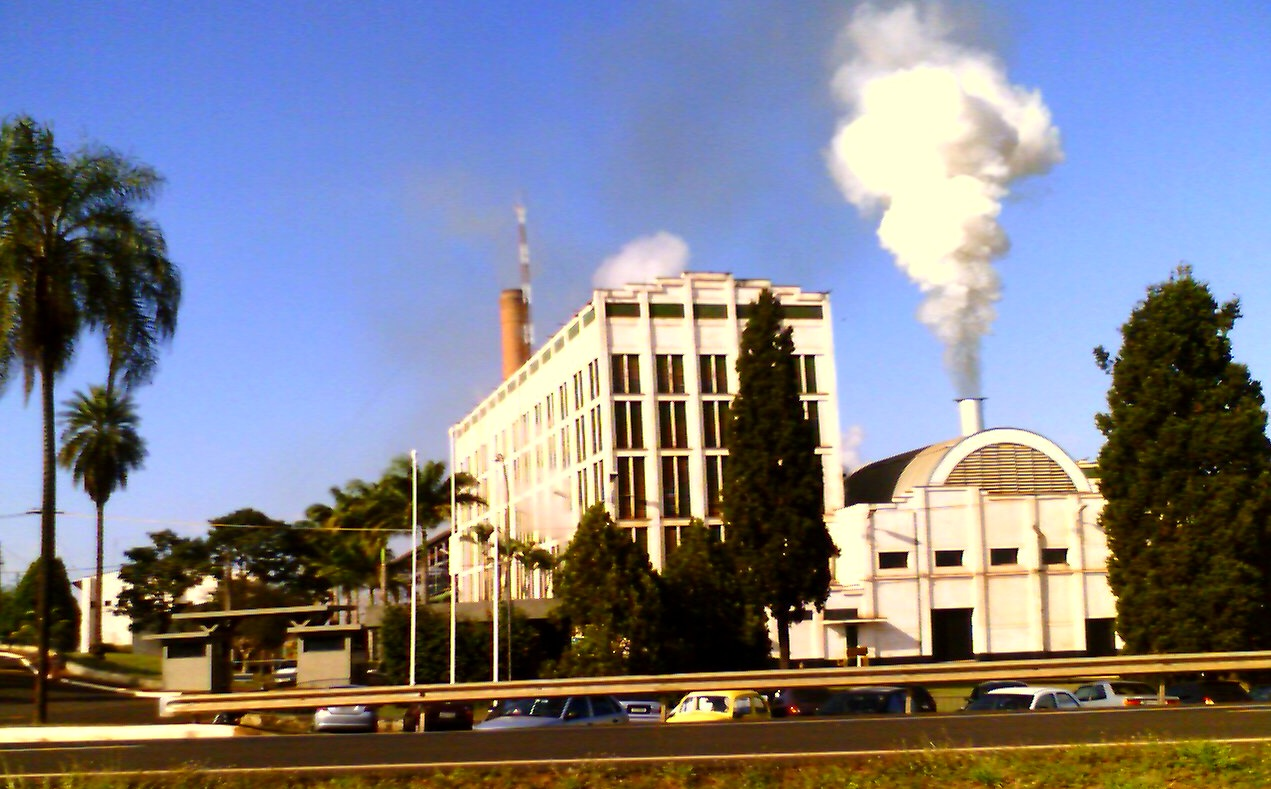
Cukrownia Santa Elisa w Sertãozinho, jedna z najstarszych w Brazylii

Sertãozinho – miasto w Brazylii w stanie São Paulo. Ludność w 2005 roku wynosiła 104 618 mieszkańców.
W mieście ma siedzibę klub piłkarski Sertãozinho FC.
- 28 listopada 1977 roku urodził się tam Jean Paulista, brazylijski piłkarz.